# Zvara József
Zvara József (Vác, 1966. augusztus 17. –) válogatott labdarúgó, csatár.

## Pályafutása

### Klubcsapatban
Vácon kezdte a labdarúgást, 1983-ig a Váci Híradás labdarúgója volt. Innen került a Vasashoz, ahol 1984-ben az élvonalban is bemutatkozott. 1988-ban egy rövid ideig a Váci Izzóban játszott, majd visszatért Angyalföldre. 1994-től a Vác FC-Samsung labdarúgója volt.

### A válogatottban
1992-ben két alkalommal szerepelt a válogatottban. 27-szeres ifjúsági válogatott (1983–85, 5 gól), nyolcszoros utánpótlás válogatott (1986). Tagja volt az 1984-es ifjúsági Európa-bajnokságon győztes csapatnak.

## Sikerei, díjai
- Ifjúsági Európa-bajnokság
  - aranyérmes: 1984, Szovjetunió
- Magyar kupa
  - győztes: 1986
- Közép-európai kupa (KK)
  - 2.: 1988

## Statisztika

### Mérkőzései a válogatottban
| Magyarország | Magyarország      | Magyarország | Magyarország | Magyarország | Magyarország | Magyarország | Magyarország | Magyarország |
| #            | Dátum             | Helyszín     | Hazai        | Eredmény     | Vendég       | Kiírás       | Gólok        | Esemény      |
| ------------ | ----------------- | ------------ | ------------ | ------------ | ------------ | ------------ | ------------ | ------------ |
| 1.           | 1992. október 11. | Doha         | Katar        | 1 – 4        | Magyarország | barátságos   | -            | 61'          |
| 2.           | 1992. október 13. | Doha         | Katar        | 1 – 1        | Magyarország | barátságos   | -            | 81'          |
|              | Összesen          |              |              | 2            | mérkőzés     |              | 0            | gól          |